# Lijst van Finse ministers van Binnenlandse Zaken

## Lijst van Finse ministers van Binnenlandse Zaken (1959–heden)
| Minister van Binnenlandse Zaken sisäministeri | Minister van Binnenlandse Zaken sisäministeri | Minister van Binnenlandse Zaken sisäministeri | Ambtstermijn           | Ambtstermijn      | Partij(en)                     | Premier(s)                      | Kabinet(en)    |
| --------------------------------------------- | --------------------------------------------- | --------------------------------------------- | ---------------------- | ----------------- | ------------------------------ | ------------------------------- | -------------- |
|                                               | Eino Palovesi                                 | Eino Palovesi (1904–1980)                     | 13 januari 1959        | 4 februari 1960   | Centrumpartij                  | Jussi Sukselainen (1959–1961)   | Sukselainen II |
|                                               | Eemil Luukka                                  | Eemil Luukka (1892–1970)                      | 4 februari 1960        | 12 april 1962     | Centrumpartij                  | Jussi Sukselainen (1959–1961)   | Sukselainen II |
| Eemil Luukka (1961)                           | Eemil Luukka                                  | Eemil Luukka (1892–1970)                      | 4 februari 1960        | 12 april 1962     | Centrumpartij                  |                                 | Sukselainen II |
| Martti Miettunen (1961–1962)                  | Eemil Luukka                                  | Eemil Luukka (1892–1970)                      | 4 februari 1960        | 12 april 1962     | Centrumpartij                  | Miettunen I                     |                |
|                                               |                                               | Eeli Erkkilä (1909–1963)                      | 12 april 1962          | 9 februari 1963   | Centrumpartij                  | Ahti Karjalainen (1962–1963)    | Karjalainen I  |
|                                               | Niilo Ryhtä                                   | Niilo Ryhtä (1906–1995)                       | 9 februari 1963        | 17 december 1963  | Centrumpartij                  | Ahti Karjalainen (1962–1963)    | Karjalainen I  |
|                                               |                                               | Arno Hannus (1920–2020)                       | 17 december 1963       | 12 september 1964 | Onafhankelijk                  | Reino Ragnar Lehto (1963–1964)  | Lehto          |
|                                               | Niilo Ryhtä                                   | Niilo Ryhtä (1906–1995)                       | 12 september 1964      | 26 mei 1966       | Centrumpartij                  | Johannes Virolainen (1964–1966) | Virolainen     |
|                                               | Martti Viitanen                               | Martti Viitanen (1913–1980)                   | 26 mei 1966            | 1 december 1967   | Sociaal Democratische Partij   | Rafael Paasio (1966–1968)       | Paasio I       |
|                                               | Antero Väyrynen                               | Antero Väyrynen (1916–1970)                   | 1 december 1967        | 15 mei 1970       | Sociaal Democratische Partij   | Rafael Paasio (1966–1968)       | Paasio I       |
| Sociaal Democratische Partij                  | Antero Väyrynen                               | Antero Väyrynen (1916–1970)                   | 1 december 1967        | 15 mei 1970       | Mauno Koivisto (1968–1970)     | Koivisto I                      |                |
|                                               | Teemu Hiltunen                                | Teemu Hiltunen (1924–1997)                    | 15 mei 1970            | 15 juli 1970      | Onafhankelijk                  | Teuvo Aura (1971–1972)          | Aura I         |
|                                               |                                               | Artturi Jämsén (1925–1976)                    | 15 juli 1970           | 30 september 1971 | Centrumpartij                  | Ahti Karjalainen (1970–1971)    | Karjalainen II |
|                                               | Eino Uusitalo                                 | Eino Uusitalo (1924–2015)                     | 30 september 1971      | 30 oktober 1971   | Centrumpartij                  | Ahti Karjalainen (1970–1971)    | Karjalainen II |
|                                               | Matti Louekoski                               | Heikki Tuominen (1920–2010)                   | 30 oktober 1971        | 22 februari 1972  | Onafhankelijk                  | Teuvo Aura (1971–1972)          | Aura II        |
|                                               | Martti Viitanen                               | Martti Viitanen (1913–1980)                   | 22 februari 1972       | 4 september 1972  | Sociaal Democratische Partij   | Rafael Paasio (1972)            | Paasio II      |
|                                               | Matti Louekoski                               | Heikki Tuominen (1920–2010)                   | 4 september 1972       | 13 juni 1975      | Onafhankelijk                  | Kalevi Sorsa (1972–1975)        | Sorsa I        |
|                                               | Heikki Koski                                  | Heikki Koski (1940–2024)                      | 13 juni 1975           | 30 november 1975  | Onafhankelijk                  | Keijo Liinamaa (1975)           | Liinamaa       |
|                                               |                                               | Paavo Tiilikainen (1923–2007)                 | 30 november 1975       | 30 september 1976 | Sociaal Democratische Partij   | Martti Miettunen (1975–1977)    | Miettunen II   |
|                                               | Eino Uusitalo                                 | Eino Uusitalo (1924–2015)                     | 30 september 1976      | 20 februari 1982  | Centrumpartij                  | Martti Miettunen (1975–1977)    | Miettunen II   |
| Kalevi Sorsa (1977–1979)                      | Eino Uusitalo                                 | Eino Uusitalo (1924–2015)                     | 30 september 1976      | 20 februari 1982  | Centrumpartij                  | Sorsa II                        |                |
| Mauno Koivisto (1979–1981)                    | Eino Uusitalo                                 | Eino Uusitalo (1924–2015)                     | 30 september 1976      | 20 februari 1982  | Centrumpartij                  | Koivisto II                     |                |
| Eino Uusitalo (1981–1982)                     | Eino Uusitalo                                 | Eino Uusitalo (1924–2015)                     | 30 september 1976      | 20 februari 1982  | Centrumpartij                  | Koivisto II                     |                |
|                                               | Kalevi Sorsa                                  | Matti Ahde (1945–2019)                        | 20 februari 1982       | 1 oktober 1983    | Sociaal Democratische Partij   | Kalevi Sorsa (1982–1987)        | Sorsa III      |
| Sorsa IV                                      | Kalevi Sorsa                                  | Matti Ahde (1945–2019)                        | 20 februari 1982       | 1 oktober 1983    | Sociaal Democratische Partij   | Kalevi Sorsa (1982–1987)        |                |
|                                               |                                               | Matti Luttinen (1936–2009)                    | 1 oktober 1983         | 1 december 1984   | Sociaal Democratische Partij   | Kalevi Sorsa (1982–1987)        |                |
|                                               |                                               | Kaisa Raatikainen (1928–2007)                 | 1 december 1984        | 30 april 1987     | Sociaal Democratische Partij   | Kalevi Sorsa (1982–1987)        |                |
|                                               |                                               | Jarmo Rantanen (1944)                         | 30 april 1987          | 26 april 1991     | Sociaal Democratische Partij   | Harri Holkeri (1987–1991)       | Holkeri        |
|                                               | Mauri Pekkarinen                              | Mauri Pekkarinen (1947)                       | 26 april 1991          | 13 april 1995     | Centrumpartij                  | Esko Aho (1991–1995)            | Aho            |
|                                               | Jan-Erik Enestam                              | Jan-Erik Enestam (1947)                       | 13 april 1995          | 15 april 1999     | Zweedse Volkspartij in Finland | Paavo Lipponen (1995–2003)      | Lipponen I     |
|                                               | Kari Häkämies                                 | Kari Häkämies (1956)                          | 15 april 1999          | 1 juni 2000       | Nationale Coalitiepartij       | Paavo Lipponen (1995–2003)      | Lipponen II    |
|                                               | Ville Itala                                   | Ville Itala (1959)                            | 1 juni 2000            | 17 april 2003     | Nationale Coalitiepartij       | Paavo Lipponen (1995–2003)      | Lipponen II    |
|                                               | Kari Rajamäki                                 | Kari Rajamäki (1948)                          | 17 april 2003          | 20 april 2007     | Sociaal Democratische Partij   | Anneli Jäätteenmäki (2003)      | Jäätteenmäki   |
| Matti Vanhanen (2003–2010)                    | Kari Rajamäki                                 | Kari Rajamäki (1948)                          | 17 april 2003          | 20 april 2007     | Sociaal Democratische Partij   | Vanhanen I                      |                |
| Matti Vanhanen (2003–2010)                    |                                               | Anne Holmlund                                 | Anne Holmlund (1964)   | 20 april 2007     | 22 juni 2011                   | Nationale Coalitiepartij        | Vanhanen II    |
| Mari Kiviniemi (2010–2011)                    | Kiviniemi                                     | Anne Holmlund                                 | Anne Holmlund (1964)   | 20 april 2007     | 22 juni 2011                   | Nationale Coalitiepartij        |                |
|                                               | Petteri Orpo                                  | Petteri Orpo (1969)                           | 29 mei 2015            | 22 juni 2016      | Nationale Coalitiepartij       | Juha Sipilä (2015–2019)         | Sipilä         |
|                                               | Paula Risikko                                 | Paula Risikko (1960)                          | 22 juni 2016           | 6 februari 2018   | Nationale Coalitiepartij       | Juha Sipilä (2015–2019)         | Sipilä         |
|                                               | Kai Mykkänen                                  | Kai Mykkänen (1979)                           | 6 februari 2018        | 6 juni 2019       | Nationale Coalitiepartij       | Juha Sipilä (2015–2019)         | Sipilä         |
|                                               | Maria Ohisalo                                 | Maria Ohisalo (1985)                          | 6 juni 2019            | 20 november 2021  | Groene Liga                    | Antti Rinne (2019)              | Rinne          |
| Sanna Marin (2019–2023)                       | Maria Ohisalo                                 | Maria Ohisalo (1985)                          | 6 juni 2019            | 20 november 2021  | Groene Liga                    | Marin                           |                |
| Sanna Marin (2019–2023)                       |                                               | Krista Mikkonen                               | Krista Mikkonen (1972) | 20 november 2021  | heden                          | Marin                           | Groene Liga    |
|                                               | Mari Rantanen                                 | Mari Rantanen (1976)                          | 20 juni 2023           | heden             | Finnenpartij                   | Petteri Orpo (2023–heden)       | Orpo           |